# Жовнец
Жовнец (устар. также Жовница) — заброшенное село в Гордеевском районе Брянской области, в составе Гордеевского сельского поселения. Расположено в 3 км к югу от деревни Завод-Корецкий, на острове между Ипутью и её рукавом Веткой (существовала паромная переправа через Ветку). Постоянное население с 2008 года отсутствует.

## История
Впервые упоминается в 1654 году как существующее село с храмом (не сохранился). Со второй половины XVII века принадлежало на ранг стародубских полковников, в XVIII веке переходит к Корецким, Жураковским, Максимовичам (казачьего населения не имело).
До 1781 года входило в Новоместскую сотню Стародубского полка; с 1782 по 1921 в Суражском уезде (с 1861 — в составе Гордеевской волости); в 1921—1929 в Клинцовском уезде (та же волость).
С 1929 года в Гордеевском районе, а в период его временного расформирования (1963—1985) — в Клинцовском районе. До Великой Отечественной войны преобладало белорусское население. С 1919 до 1930-х гг. село Жовнец — центр Жовнецкого сельсовета, затем до 2005 года входило в Заводо-Корецкий сельсовет.
Вблизи села, на правом берегу Ипути, обнаружены остатки укрепления древнерусского времени.